# Militair Hospitaal (Makassar)

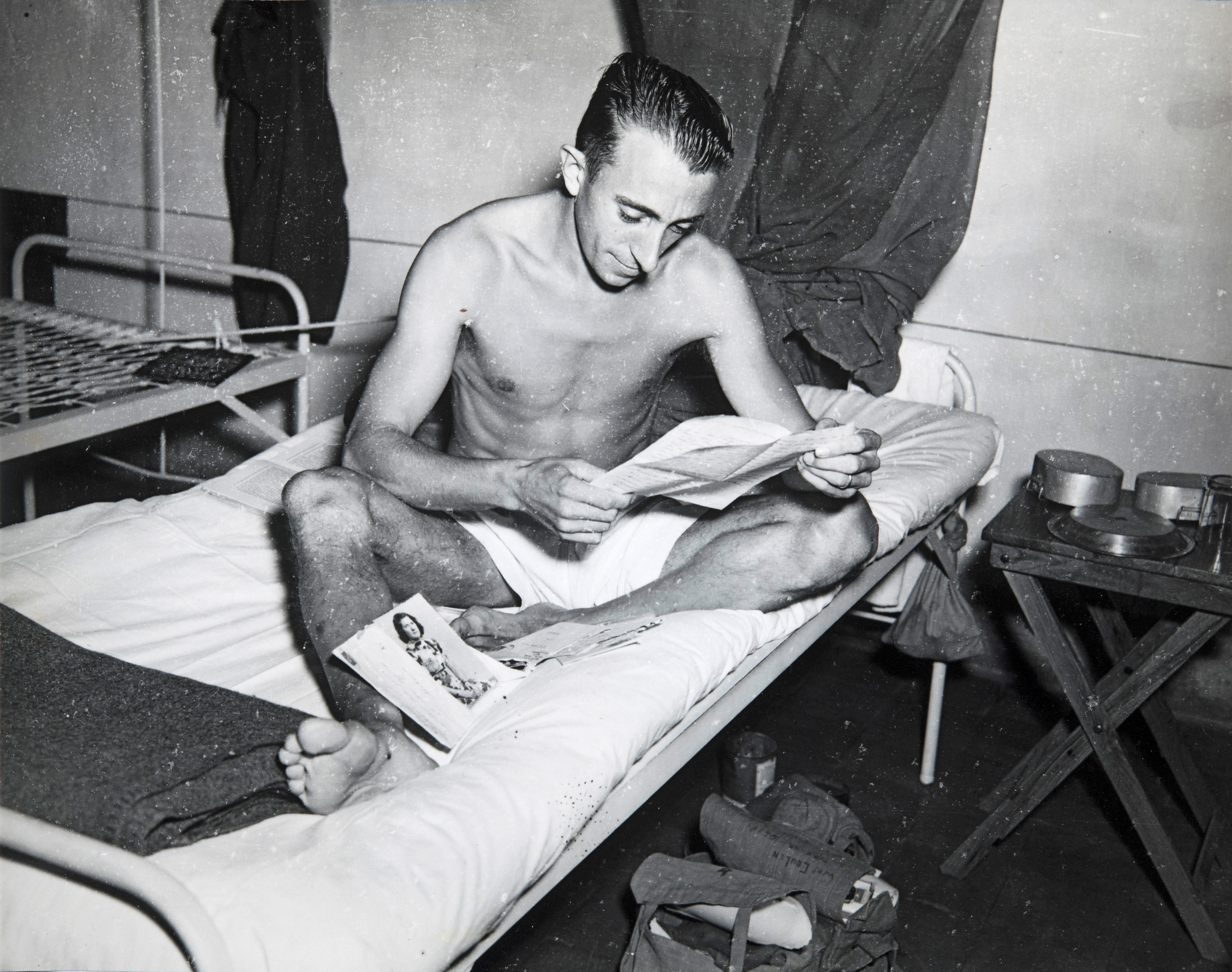
Herstellende militair in het militair hospitaal te Makassar, 1900-1940

Het Militair Hospitaal was een militair ziekenhuis in het centrum van de Indonesische stad Makassar aan de Hospitaalweg, hoek Pisangweg.
Het hospitaal deed vanaf eind augustus 1945 tot december 1945 dienst als kamp voor krijgsgevangenen uit het Mariso-kamp en voor krijgsgevangenen uit Raha van het eiland Muna.